# Batalla del Vesubio (339 a. C.)
La batalla del Vesubio tuvo lugar en el año  339 a. C, durante las guerras latinas, entre el ejército romano de Publio Decio Mus y Tito Manlio Imperioso Torcuato y el ejército de la Liga latina, cerca del monte Vesubio. El encuentro se saldó con una victoria romana, aunque a costa de la vida de Publio Decio Mus que murió durante el combate.

## Contexto
La batalla fue un episodio de la segunda guerra latina que habían comenzado en el año 341 a. C., cuando los latinos y volscos se rebelaron contra Roma y recibieron el apoyo de sidicinos y campanos, molestos por la renovación de la alianza entre Roma y los samnitas.

## Historia
Después de someter en la campaña anterior a los volscos de Priverno, el ejército romano se enfrentó en 340 a. C. a latinos y campanos. Tito Livio sitúa la batalla en Véseris (Liv., Hist. Rom., 8.8), en las inmediaciones del monte Vesubio, aunque se ha propuesto una localización alternativa en Roccamonfina.
La batalla terminó en una gran victoria romana, que su tradición recuerda sobre todo por la devotio del cónsul Publio Decio Mus, que se sacrificó a sí mismo embistiendo al galope contra el enemigo. En otro episodio semilegendario, se cuenta que Tito Manlio Torcuato, el otro cónsul, ejecutó a su hijo después de que este, al medirse en duelo con uno de los campeones adversarios, desobedeciera la orden de no atacar.